# ريبلك سفلي (مقاطعة إسلام آباد غرب)
ريبلك سفلي (بالفارسية: ری‌بلک سفلی) هي قرية تقع في كرمانشاه في إيران. يقدر عدد سكانها بـ 193 نسمة .